# شیره لوزالمعده
شیرهٔ لوزالمعده یا شیرهٔ پانکراس، مایعی است که از لوزالمعده ترشح می‌شود و حاوی تعدادی آنزیم گوارشی از جمله تریپسینوژن، کیموتریپسینوژن، الاستاز، کربوکسی‌پپتیداز، لیپاز لوزالمعده، نوکلئازها و آمیلاز است. لوزالمعده در ناحیهٔ احشایی قرار دارد و بخشی با وظایف عمده در دستگاه گوارش است و وجود آن برای گوارش مناسب و سپس جذب مواد درشت مغذی، حیاتی است.
شیرهٔ لوزالمعده به‌دلیل غلظت بالای یون‌های بی‌کربنات، ماهیتی قلیایی دارد. بی‌کربنات در خنثی کردن اسید معده اهمیت بالایی دارد و امکان تغییرات مؤثر آنزیمی را فراهم می‌کند.
ترشح شیرهٔ لوزالمعده عمدتاً توسط هورمون‌های سکرتین و کوله‌سیستوکینین تنظیم می‌شود که توسط دیواره‌های دوازدهه و با تنظیم توسط دستگاه عصبی خودمختار تولید می‌شوند.
ترشح این هورمون‌ها در خون با ورود «کیم اسیدی» (Chyme) به دوازدهه تحریک می‌شود. عملکرد هماهنگ آن‌ها منجر به ترشح حجم زیادی از شیرهٔ لوزالمعدهٔ قلیایی و غنی از آنزیم به دوازدهه می‌شود. جریان خون به لوزالمعده توسط رشته‌های عصبی سمپاتیک تنظیم می‌شود و نورون‌های پاراسمپاتیک، فعالیت سلول‌های آسینار و سانترواسینار را تحریک می‌کنند.
شیرهٔ لوزالمعده، محلول آبی بی‌کربنات است که از سلول‌های مجرا و آنزیم‌های با منشأ سلول‌های آسینار، منشأ می‌گیرد. بی‌کربنات به خنثی کردن وضعیت اسیدی و پی‌اچ پایین کیم پس از گذر از معده کمک کرده و آنزیم‌ها به تجزیهٔ پروتئین‌ها، لیپیدها و کربوهیدرات‌ها برای پردازش و جذب بیشتر در روده‌ها کمک می‌کنند. شیرهٔ لوزالمعده را می‌توان در طول آندوسکوپی جمع‌آوری کرد که منبع مهمی برای نشانگرهای زیستی فراهم می‌کند که امکان تشخیص آسیب‌شناسی لوزالمعده، به‌ویژه سرطان‌هایی که در تصویربرداری پزشکی قابل مشاهده نیستند، فراهم می‌کند.
شیرهٔ لوزالمعده از طریق پاپیلاهای (جوانه‌ها) دوازدهه به دوازدهه ترشح می‌شود. برخی از افراد، یک مجرای جانبی نیز دارند که به آن «مجرای فرعی لوزالمعده» (Accessory pancreatic duct) گفته می‌شود، که ممکن است عملکردی باشد (که محتویات برون‌ریز لوزالمعده را نیز به دوازدهه تخلیه می‌کند) یا غیرعملکردی.